# Cataxia pallida
Cataxia pallida là một loài nhện trong họ Idiopidae.
Loài này thuộc chi Cataxia. Cataxia pallida được William Joseph Rainbow & Pulleine miêu tả năm 1918.